# Лемсалу, Лийс
Лийс Лемсалу (эст. Liis Lemsalu, род. 20 октября 1992 в г. Пярну, Эстония) — эстонская певица.
Лемсалу получила славу, одержав победу на четвёртом сезоне шоу Eesti otsib superstaari, эстонской версии Pop Idol. После победы Лиис отправилась на гастроли и выпустила сингл «Kõnnime seda teed» вместе с Артёмом Савицким, занявшим второе место. Она была подписана на Universal Music Group. Она хорошо зарекомендовала себя на Eesti Laul, национальном отборе на Конкурс песни Евровидение. Её лучшее выступление — «Made Up My Mind», где она заняла в 2012 году 5-е место в финале из 10. Она успешно выпустила песни, из которых многие имеют более 100 подписчиков на YouTube. Наиболее популярной песней у неё является «Sinu Ees» («In Front of You» («Прямо перед тобой») на английском), имевшая 2,1 млн подписчиков на YouTube. в 2017 году, что вдвое превышает население её родной страны, Эстонии.

## Песни, исполненные наEesti otsib superstaari
| Неделя              | Название                                     | Оригинальный артист   | Результат                |
| Полуфиналы          | Полуфиналы                                   | Полуфиналы            | Полуфиналы               |
| ------------------- | -------------------------------------------- | --------------------- | ------------------------ |
| Полуфинал: неделя 1 | «Vanaisa kiri»                               | Индиголапсед          | Подстановочный знак Жюри |
| Полуфинал: неделя 3 | «At Last»                                    | Этта Джеймс           | Прошла в финал           |
| Финалы              |                                              |                       |                          |
| Неделя 1            | «I Have Nothing»                             | Уитни Хьюстон         | Спасена                  |
| Неделя 2            | «15 magamata ööd»                            | Инес                  | Спасена                  |
| Неделя 3            | «I Wanna Dance with Somebody (Who Loves Me)» | Уитни Хьюстон         | Спасена                  |
| Неделя 4            | «Proud Mary»                                 | Тина Тёрнер           | Нижняя тройка            |
| Неделя 5            | «L-O-V-E»                                    | Нэт Кинг Коул         | Нижняя тройка            |
| Неделя 6            | «Smells Like Teen Spirit»                    | Nirvana               | Спасена                  |
| Неделя 6            | «Sajab lund»                                 | Маарья-Лиис Илус      | Спасена                  |
| Неделя 7            | «Üle tumeda vee»                             | Smilers               | Спасена                  |
| Неделя 7            | «Den fyrste song eg høyra fekk»              | Per Sivle             | Спасена                  |
| Неделя 8            | «Мессия»                                     | Георг Фридрих Гендель | Спасена                  |
| Неделя 8            | «Someone Like You»                           | Адель                 | Спасена                  |
| Финал               | «At Last»                                    | Этта Джеймс           | Победила                 |
| Финал               | «Mis maa see on?»                            | Сиири Сисаск          | Победила                 |
| Финал               | «Crazy in Love»                              | Бейонсе               | Победила                 |

## Дискография

### Альбомы
- Liis Lemsalu (2011)
- RULES (EP) (26 ноября 2015)
- +1 (30 ноября 2017)

### Синглы
- «Kõnnime seda teed» (15 June 2011; вместе с Артёмом Савицким)
- «Shining Star» (22 сентября 2011)
- «Wanna Get Down» (3 ноября 2011)
- «Täitugu soovid» (28 ноября 2011)
- «Made Up My Mind» (финалист Eesti Laul 2012, 5-е место из 10 с 12 баллами)
- «Lighting in the Bottle» (13 сентября 2012)
- «Uhhuu» (полуфиналист Eesti Laul 2013, 9-е место из 10 с 10 баллами)
- «Rohkem värve» / «Got To Be» (английская версия) (2 сентября 2013)
- «Sulle võin kindel olla» (3 октября 2013)
- «That Kinda» (5 мая 2014)
- «Slowly Dying» (4 ноября 2014)
- «Hold On featuring Egert Milder» (полуфиналист Eesti Laul 2015, 7-е из 10 с 9 баллами)
- «Fire» (25 мая 2015)
- «Breaking the Rules» (12 ноября 2015)
- «Sinu ees» («In Front of You» на английском) (31 мая 2016)
- «Keep Running» / «Aeg on Käes» (эстонская версия) (финалист Eesti Laul 2017, 7-е из 10 с 10 баллами)
- «Sinuga koos» («Next to You» на английском) (29 марта 2017)
- «Tähed Me Jalge All» (июнь 2019)
- «Kehakeel» (сентябрь 2019)
- «Halb või hea» (25 августа 2020)

## Личная жизнь
Лемсалу училась в Таллинской гимназии Нымме (Tallinn Nõmme Gymnasium). Она дочь известного эстонского футболиста Марека Лемсалу.